# Eurypon duoacanthostyla
Eurypon duoacanthostyla är en svampdjursart som först beskrevs av Kazuo Hoshino 1981.  Eurypon duoacanthostyla ingår i släktet Eurypon och familjen Raspailiidae. Inga underarter finns listade i Catalogue of Life.